# Дирксланд

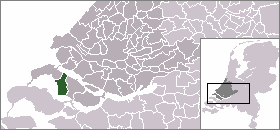
Расположение общины Дирксланд на карте Нидерландов

Дирксланд (нидерл. Dirksland) — город и община в провинции Южная Голландия, (Нидерланды). В Дирксланде расположен единственный госпиталь острова Гуре-Оверфлакке. С 1 января 2013 года община Дирксланд объединена с общинами Гудереде, Мидделхарнис и Остфлакке в новую общину Гуре-Оверфлакке.

## Состав общины
В общину Дирксланд входят поселения Дирксланд, Херкинген и Мелиссант.